# Hololena oquirrhensis
Hololena oquirrhensis là một loài nhện trong họ Agelenidae.
Loài này thuộc chi Hololena. Hololena oquirrhensis được Ralph Vary Chamberlin & Willis J. Gertsch miêu tả năm 1930.